# Leucauge eua
Espèce
Leucauge eua est une espèce d'araignées aranéomorphes de la famille des Tetragnathidae.

## Distribution
Cette espèce est endémique des Tonga.

## Étymologie
Son nom d'espèce lui a été donné en référence au lieu de sa découverte, ʻEua.

## Publication originale
- Strand, 1911 : Vorläufige Diagnosen neuer Spinnen, insbesondere aus der Südsee, des Senckenbergischen Museums. Archiv für Naturgeschichte, (I,2), vol. 77, p. 202-207 (texte intégral).